# Toray Pan Pacific Open 2010
Toray Pan Pacific Open 2010 — ежегодный профессиональный теннисный турнир серии Premier 5 для женщин.
Соревнование традиционно проводились на хардовых кортах в Токио, Япония. Из-за дождя часть матчей прошла в закрытом помещении.
Соревнования прошли с 26 сентября по 2 октября.
Прошлогодние победители:
- в одиночном разряде —  Мария Шарапова
- в парном разряде —  Алиса Клейбанова и  Франческа Скьявоне

## Соревнования

### Одиночный турнир
Каролина Возняцки обыграла  Елену Дементьеву со счётом 1-6, 6-2, 6-3.
- Каролина выигрывает свой пятый титул в году.
- Каролина выигрывает свой второй титул на соревнованиях подобного уровня.
- Елена проигрывает свой второй финал в сезоне.

### Парный турнир
Ивета Бенешова /  Барбора Заглавова-Стрыцова обыграли  Шахар Пеер /  Пэн Шуай со счётом 6-4, 4-6, [10-8]
- Чешки выигрывают свой третий совместный титул WTA в году.
- Чешки выигрывают свой пятый совместный титул WTA за карьеру.
- У обеих также есть по одному титулу WTA в году с другими партнёршами.